# In the Dark (chanson)
Singles de Dev
Bass Down Low
(2010)
Pistes de The Night the Sun Came Up
Kiss My Lips
(10) Shadows
(12)
In the Dark est une chanson de l'artiste américaine Dev. Elle est sortie le 25 avril 2011 en tant que second single du premier album studio de la chanteuse, The Night the Sun Came Up. Aux États-Unis, la chanson a bénéficié d'un remix avec le rappeur américain Flo Rida.